# Justyna Opala
Justyna Opala – polska strzelczyni, medalistka mistrzostw Europy juniorów.
Opala była reprezentantką klubu Grunwald Poznań, jej trenerem był Jerzy Hyży. Jest złotą i srebrną medalistką młodzieżowych mistrzostw Polski.
Największym międzynarodowym osiągnięciem Justyny Opali było srebro w pistolecie pneumatycznym z 10 metrów, wywalczone w drużynie na mistrzostwach Europy juniorów w 1995 roku. Oprócz niej w składzie ekipy znalazły się Sylwia Korycka i Anna Trąbska. Wynik Opali (367 punktów) był drugim rezultatem polskiej drużyny, a w zawodach indywidualnych pozwolił jej zająć 25. miejsce. 